# Umidjon Jalolov
Umidjon Utkirovich Jalolov (ur. 12 lipca 2002) – uzbecki zapaśnik walczący w stylu wolnym. Zajął dwudzieste miejsce na mistrzostwach świata w 2023.
Piąty na mistrzostwach Azji w 2023 i 2025 roku. Wygrał igrzyska olimpijskie młodzieży w 2018. Wicemistrz Azji U-23 w 2025. Mistrz świata juniorów w 2022 i kadetów w 2019 roku. 